# Dani Filth
Daniel Lloyd Davey (født 25. juli 1973 i Hertford, England), bedre kendt under pseudonymet Dani Filth, er forsanger og sangskriver for det melodiske black metal-band Cradle of Filth. Han er ligeledes bandets kunstneriske instruktør og har optrådt i filmen Cradle of Fear.

## Diskografi

### Cradle of Filth
- The Principle of Evil Made Flesh (1994)
- Vempire or Dark Faerytales in Phallustein (1996)
- Dusk and Her Embrace (1996)
- Cruelty and the Beast (1998)
- From the Cradle to Enslave (1999)
- Midian (2000)
- Bitter Suites to Succubi (2001)
- Lovecraft & Witch Hearts (2002)
- Live Bait for the Dead (2002)
- Damnation and a Day (2003)
- Nymphetamine (2004)
- Thornography (2006)